# Fernando Curcio Ruigómez
Fernando Curcio y Ruigómez (Madrid, 28 de noviembre de 1962) es un diplomático español. Ha sido embajador de España en Vietnam (2009-2013)y en Nueva Zelanda (2018-2022).

## Biografía
Tras finalizar sus estudios en el Colegio del Pilar, y licenciarse en Derecho por la Universidad Autónoma de Madrid, ingresó en la carrera diplomática (1989).
Estuvo destinado en las representaciones diplomáticas españolas en Sudán, Paraguay y Zimbabue. Ha sido consejero Técnico y jefe adjunto en la Asesoría Jurídica Internacional del Ministerio de Asuntos Exteriores, subdirector general de Organismos Multilaterales de Pesca de la Secretaría General de Pesca Marítima y consejero de Relaciones Exteriores en la Representación Permanente de España ante la Unión Europea; director general de Recursos Pesqueros (junio 2004) y director general de Recursos Pesqueros y Acuicultura (abril 2008-septiembre de 2009).
Ha sido embajador de España en Vietnam (2009-2013)y en Nueva Zelanda (2018-2022).